# Eduardo Montealegre
Eduardo Montealegre Rivas (ur. 9 maja 1955 w Managui) – nikaraguański polityk, założyciel partii ALN (Nikaraguański Sojusz Liberalny). Kandydat w wyborach prezydenckich w 2006.

## Życiorys
Eduardo Montealegre urodził się w Managui. W 1976 ukończył ekonomię (licencjat) na Brown University w USA. W 1980 zdobył dyplom MBA z finansów i planowania strategicznego na Uniwersytecie Harvarda. Po zakończeniu studiów rozpoczął karierę biznesową w Nikaragui.
Montealegre początkowo był członkiem partii PLC (Partia Liberalna Konstytucyjna). Pracował w administracji prezydenta Arnoldo Alemána. Od 1999 do 2000 pełnił funkcję ministra spraw zagranicznych w jego gabinecie. W latach 2002–2003 zajmował stanowisko ministra finansów w rządzie prezydenta Enrique Bolañosa. Następnie był sekretarzem jego kancelarii.
W 2005 wystąpił z PLC, sprzeciwiając się zbyt dużym wpływom w partii byłego prezydenta Alemana, odsiadującego wyrok za korupcję. Montealegre założył własną partią ALN (Nikaraguański Sojusz Liberalny).
Jako przewodniczący ALN wziął udział w wyborach prezydenckich 5 listopada 2006. Zajął w nich drugie miejsce z wynikiem 29% głosów, przegrywając z Danielem Ortegą, który zdobył 38,1% głosów poparcia. Z racji uzyskania drugiego miejsca w wyborach prezydenckich, Montealegre wszedł automatycznie w skład Zgromadzenia Narodowego.
Eduardo Montealegre w listopadzie 2008 wziął udział w wyborach lokalnych na burmistrza Managui jako kandydat PLC. Według oficjalnych wyników zdobył 46% głosów i przegrał z kandydatem FSLN, Alexisem Argüello, który zdobył 51% głosów. Montealegre odrzucił wyniki wyborów i oskarżył FSLN o fałszerstwa wyborcze.